# Eleftherotypía
Eleftherotypía (en griego: Ελευθεροτυπία, Prensa Libre) era un periódico griego publicado en Atenas, de publicación diaria. Fundado el 21 de julio de 1975, fue el primer periódico que apareció tras la caída de la Dictadura de los Coroneles un año antes. De orientación política socialdemócrata, era propiedad de sus propios periodistas. Muy respetado por su independencia e imparcialidad, era el segundo periódico más leído de Grecia. Sin embargo, la crisis económica vivida por Grecia a partir de 2009 hizo que el diario declarase su bancarrota en 2011. El 10 de enero de 2013 Harris Ikonomopoulos adquirió el 67% de las acciones de Eleftherotypía e intentó relanzarlo. Sin embargo, en noviembre de 2014 cerró definitivamente.

## Vínculos con la extrema izquierda
Si el periódico era, en líneas generales, de tendencia centroizquierdista y próximo al Movimiento Socialista Panhelénico, a veces ha sido, sin embargo, muy crítico con los gobiernos de dicho partido. Las ediciones del fin de semana concedían gran espacio a un grupo de periodistas que se hacían llamar Ιος (es decir, Ios, « virus ») y que lanzaban virulentos ataques contra la extrema derecha, la Iglesia, el ejército, la policía y la política exterior de Estados Unidos.
En abril de 1977, la Organización Revolucionaria 17 de noviembre eligió Eleftherotypía para publicar su manifiesto, titulado Respuestas a los partidos y las organizaciones (Απάντηση στα κόμματα και τις οργανώσεις). El prefacio del texto explicaba que habían elegido este periódico porque siempre había dado cuenta fiel de las acciones de su grupo y siempre había transmitido ideas izquierdistas, incluso aunque no las compartiera. A partir de esa fecha, Eleftherotypía tuvo la exclusividad de los comunicados no solo de la Organización Revolucionaria 17 de Noviembre, sino también de otros grupos de extrema izquierda (de anarquistas a terroristas). Se abstenía, además, de condenar los atentados e incluso los asesinatos políticos. En 2005, el periódico fue condenado a indemnizar con 60 000 € por haber difamado a Christos Lambrou, el procurador encargado de la investigación contra la Organización Revolucionaria 17 de Noviembre.